# Фокина, Маша
Маша Фокина (Мария Игоревна Фокина) (укр. Марія Ігорівна Фокіна; род. 6 марта 1986, Киев) — украинская певица, модель и актриса. Известна под сценическим именем Маша Фокина. Дочка украинского бизнесмена Игоря Витольдовича Фокина и внучка первого премьер-министра Украины Витольда Павловича Фокина.

## Биография

### Ранние годы
Маша Фокина родилась 6 марта 1986 года в Киеве в семье первого постсоветского премьер-министра Украины Витольда Фокина. Дедушка повлиял на её личность и формирование интереса к общественно-политической и социальной деятельности. Маленькой девушкой на протяжении трех лет выступала в детском хоре «Огонек». Принимала частные уроки вокала. Тогда же начала мечтать о большой сцене, несмотря на то, что семья не разделяла ее выбор.
Получила среднее образование в Киево-Печерском лицее № 171 «Лидер» (1993—2003). После окончания лицея поступила в Украинскую академию внешней торговли по специальности «Менеджер предприятий». Но через два года поняла, что стремление заниматься творчеством оказалось сильнее — оно и привело его к изучению режиссуры и эстрадного вокала в Национальной академии руководящих кадров культуры и искусств. С 2012 года живет на две страны — Украину и США.

### Карьера
Дебют Маши Фокиной на большой сцене состоялся в 2003 году — с песни и видеоклипа «Ночью» с участием группы «4 короля».
С 2005 года Маша начинает сотрудничать с музыкальным продюсером и владельцем DK Music Дмитрием Климашенко. В это время окончательно формируется ее сценическая индивидуальность: чувственная, сексуальная и талантливая попдива — образ, вдохновленный стилистикой пинап 40—50-х годов XX века. В период их совместной работы выходит ряд хитовых песен и клипов, а также первый музыкальный альбом «Гордая» (2007). Видео для артистки снимали Алан Бадоев, Александр Филатович, Ольга Навроцкая.
С 2005 по 2010 годы Маша работала с танцевальным коллективом Freedom Ballet. Участвовала в музыкальном фестивале «Песня года».
В 2008 году появляется на сцене самого популярного в то время телевизионного талант-шоу Украины «Фабрика звёзд 2». Активно выступала на телевидении, корпоративных концертах и мероприятиях национального масштаба. В 2009 году Маша реализует свое творческое видение в коллекции обуви MF в коллаборации с украинским дизайнером Снежаной Нех.
С 2011 года начинает сотрудничать с продюсером Михаилом Ясинским (агентство Secret Service). В этот период, в тандеме с хореографом Ричардом Горном создают работы «Свободен, парниша» и «Супер Маша». В 2012—2013 снимается в сериалити «KA$TA».
После творческого перерыва в 2017 году возвращается на большую сцену с хитом «Ашанти» (Маша Фокина & ISAAK), созданным совместно с певцом и автором Артемом Ивановым. В 2020 году Маша продолжила эксперименты в fashion-индустрии и вместе с дизайнером Юлией Рудницкой (RUD Brand) положила начало бренду одежды QR. NTn.
В марте 2021 года Маша Фокина вернулась в шоу-бизнес с песней «Принимаю я» после четырехлетней паузы, связанной с замужеством и рождением сына. 29 октября 2021 года презентовала видеоклип на свою новую песню «Непокорная».

## Общественная позиция
Украинская пресса сообщала о высказываниях певицы, направленных против Революции достоинства, а также о постах расистского характера против Барака Обамы; сообщалось также, что Мария Фокина познакомила своего дедушку Витольда Фокина с главой Офиса президента Украины Андреем Ермаком, после чего Фокин ненадолго занял пост заместителя представителя Украины в Контактной группе по мирному урегулированию ситуации на востоке Украины.

## Семья
- Отец — Игорь Витольдович Фокин (род. 18 апреля 1958, Луганская область, Антрацитовский район)
- Мать — Марина Игоревна Фокина (род. 3 мая 1962, Киев)
- Муж — Геннадий Маркович Шпилер (род. 11 октября 1972, Одесса; в браке — с 2018 года)[10][11]
- Сын — Габриэл Геннадьевич Шпилер (род. 25 декабря 2018)

## Творчество

### Видеография
| Год  | Клип                                              | Режиссёр            |
| ---- | ------------------------------------------------- | ------------------- |
| 2003 | «Ночью»                                           |                     |
| 2005 | «Целую»                                           |                     |
| 2006 | «Гордая»                                          | Александр Филатович |
| 2008 | «Звёзды» (feat. Дмитрий Климашенко)               |                     |
| 2008 | «Бимер»                                           |                     |
| 2009 | «Я не забуду тебя никогда»                        |                     |
| 2011 | «Свободен парниша»                                |                     |
| 2017 | «Ашанти» (feat. Isaac)                            |                     |
| 2021 | «Принимаю я»                                      |                     |
| 2021 | «Непокорная»                                      |                     |
| 2022 | «Спалахи» «ЛАВАНДА» «ЛАВАНДА (christmas Version)» |                     |
| 2023 | «ПОЗИВНИЙ»                                        |                     |